# 于培顺
于培顺（1954年2月—），黑龙江集贤人，中国政治人物。
毕业于中山大学。1993年5月，担任国内贸易部行业管理司副司长。1995年，担任全国供销合作总社合作指导部部长。2004年，担任全国供销合作总社党组成员。